# Livistona decora
Livistona decora är en enhjärtbladig växtart som först beskrevs av William Bull, och fick sitt nu gällande namn av John Leslie Dowe. Livistona decora ingår i släktet Livistona och familjen Arecaceae. Inga underarter finns listade i Catalogue of Life.